# 1 euro
1 euro-mønten er lavet af to legeringer: Den inderste del af kobbernikkel, den yderste del af nikkelmessing. Den har en diameter på 23,25 mm, en tykkelse på 2,33 mm og vejer 7,5 gram. Møntens rand består af vekslende segmenter, tre glatte og tre fint rillede. Alle mønterne har en fælles side og en national side.
1 euromønternes fælles side viser et kort over Europa. I de første mønter fra 2002 vises kun de daværende 15 EU-medlemsstater på kortet. Efter optagelse af flere medlemslande i perioden 2004-2007 blev designet i 2007 ændret til at vise hele Europa. Den nationale side skal indeholde 12 stjerner, gravørens initialer og årstal. Det nye design skal også have udstedelseslandets navn eller initialer.

## Galleri
- Fælleseuropæsisk side (første design 2002-2007)
- Fælleseuropæsisk side (nyt design fra 2007)
- Litauisk 1 euro
- Lettisk 1 euro
- Finsk 1 euro
- Italiensk 1 euro fra 2002
- Italiensk 1 euro fra 2009
- Portugisisk 1 euro